# Fricassea
La fricassea (dal francese fricassée /fʁikaˈse/) è un termine che indica la cottura della carne, di solito pollo o coniglio, in casseruola con burro e erbe aromatiche a cui si aggiungono tuorli d'uovo e succo di limone.
La carne viene tagliata a pezzetti e stufata in pentola fino a formare una salsa, poi addensata con burro o panna. Spesso include verdure o altri ingredienti. 
La fricassea greca è fatta di maiale e di solito contiene lattuga o erbe selvatiche. La salsa in questo caso viene addensata con dell'uovo sbattuto appena prima di servirla.
È un piatto tipico anche della Spagna orientale, spesso cucinato in padella, a base di pollo bollito e rossi d'uovo.